# Famille Conti
 (décembre 2024).
La famille Conti est une famille italienne ayant possédé le comté de Segni puis le duché de Poli. Elle est connue depuis le XIe siècle et s'est éteinte en 1815.
Elle compte les papes Innocent III, Grégoire IX, Alexandre IV et Innocent XIII.

## Filiation
- Pietro Conti ( -1057), Seigneur d'Agnani
  - Trasimondo Conti, Comte de Segni
    - Innocent III (1160-1216), pape
    - Riccardo (1160-1224), comte de Segni
      - Paolo, comte de Segni
        - Lucia et Bohémond V de Poitiers, prince d'Antioche

      - Giovanni, comte de Poli
        - Marguerite et Frédéric d'Antioche
        - Nicolo
          - Giovanni II
            - Stefano Nicolo
              - Nicolo
                - Stefano
                  - Nicolo
                    - Paolo
                      - Giulio
                        - Carlo
                          - Torquato Conti (it) (1519-1571), marquis de Pratica et Violente Farnèse
                            - Lotario Conti (it) (1550-1635), duc de Poli et Giulia Orsini
                              - Carlo Conti, duc de Poli
                                - Innocent XIII
                                - Giuseppe Lotario (it) (1651-1724), duc de Poli
                                  - Stefano
                                    - Innocenzo Conti, cardinal

  - Filippo
    - Tristeno
      - Filippo II
        - Mattia, comte de Segni
          - Alexandre IV

      - Grégoire IX

## Personnalités
- Gregorio Conti di Ceccano († 1139), antipape Victor IV (1138).
- Giordano dei conti di Ceccano († 1206), cardinal (1188).
- Lotario dei conti di Segni (1160-1216), pape Innocent III (1198-1216).
- Giovanni Conti di Segni († 1213), neveu du pape Innocent III, créé cardinal (1200).
- Ottaviano Conti († 1231), cousin d'Innocent III, cardinal (1205).
- Ugolino dei Conti di Segni (1170-1241), cousin d'Innocent III, pape Grégoire IX (1227-1241).
- Rinaldo Conti di Segni (1199-1261), neveu de Grégoire IX, pape Alexandre IV (1254-1261).
- André Conti de Segni (1240-1302), neveu d'Alexandre IV, Bienheureux, théologien franciscain.
- Lucido Conti (1388-1437), pseudo-cardinal.
- Giovanni Conti (1414-1493), cardinal.
- Francesco Conti (1470-1521), neveu du cardinal Giovanni Conti, cardinal (1517).
- Carlo Conti (1556-1615), cardinal (1604).
- Giannicolò Conti (1617-1698), neveu du cardinal Carlo Conti, cardinal (1664).
- Bernardo Maria Conti (1664-1730), neveu du cardinal Giannicolò Conti, cardinal (1721).
- Michelangelo Conti (1655-1724), pape Innocent XIII (1721-1724).